# Balîko-Șciuciînka, Kaharlîk
Balîko-Șciuciînka (în ucraineană Балико-Щучинка) este localitatea de reședință a comunei Balîko-Șciuciînka din raionul Kaharlîk, regiunea Kiev, Ucraina.

## Demografie
Componența lingvistică a localității Balîko-Șciuciînka
     Ucraineană (97,11%)
     Rusă (2,69%)
Conform recensământului din 2001, majoritatea populației localității Balîko-Șciuciînka era vorbitoare de ucraineană (97,11%), existând în minoritate și vorbitori de rusă (2,69%).